# مارغريت روبرتس
مارغريت روبرتس (بالإنجليزية: Marguerite Roberts)‏ هي كاتبة سيناريو وكاتِبة أمريكية، ولدت في 21 سبتمبر 1905 في غريلي في الولايات المتحدة، وتوفيت في 17 فبراير 1989 في سانتا باربارا في الولايات المتحدة.

## وصلات خارجية
- مارغريت روبرتس على موقع IMDb (الإنجليزية)
- مارغريت روبرتس على موقع ألو سيني (الفرنسية)
- مارغريت روبرتس على موقع أول موفي (الإنجليزية)
- مارغريت روبرتس على موقع قاعدة بيانات الأفلام السويدية (السويدية)
- مارغريت روبرتس على موقع قاعدة بيانات الفيلم (الإنجليزية)
- مارغريت روبرتس على موقع كينوبويسك (الروسية)